# 비팀강

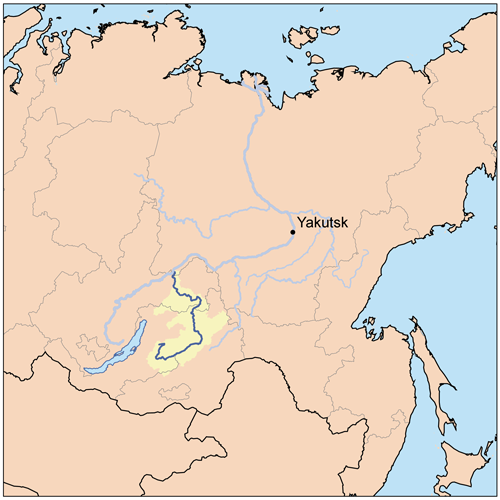

비팀강(러시아어: Витим, 야쿠트어: Виитим, 예벤키어: Витым)은 시베리아를 흐르는 강으로, 스타노보이산맥에서 발원한다. 레나강의 지류이고 유역 길이는 1,978 km이다.